# Viborgs län

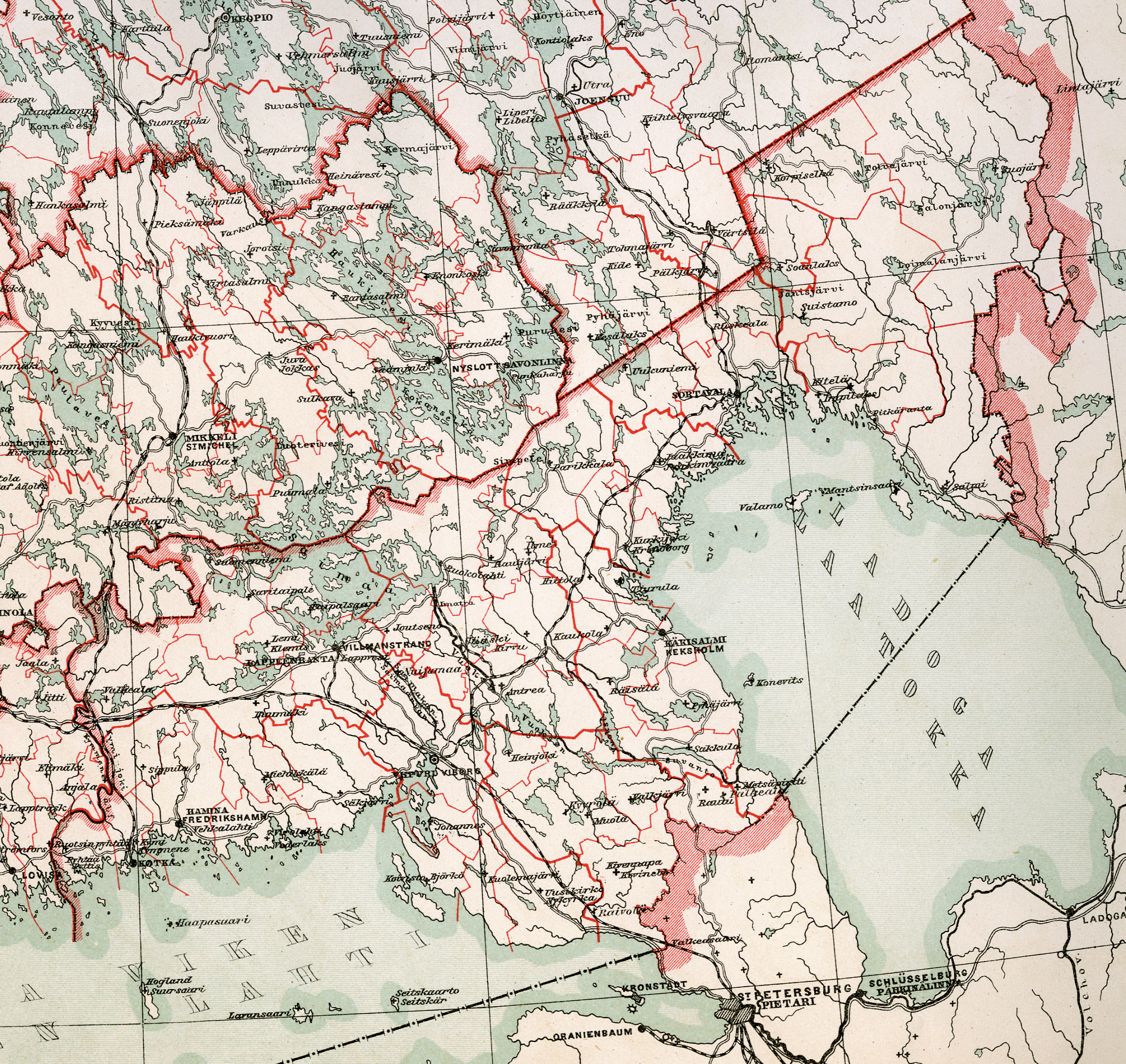
Viborgs län 1897

Viborgs länsvapen

Viborgs län (finska Viipurin lääni) är ett före detta län i Finland. Residensstad var Viborg. 

## Historia
Länet grundades 1812, då Gamla Finland återförenades med Finland. Genom freden i Moskva 13 mars 1940 efter vinterkriget var Finland tvunget att avträda stora delar av länet till Sovjetunionen. Under början av fortsättningskriget 1941 återerövrade de finländska trupperna området. Genom vapenstilleståndsavtalet 19 september 1944 gick samma områden på nytt förlorade. Efter kriget fanns länsstyrelsen först i Kotka och sedan i Kouvola, som blev den nya residensorten. Länets namn ändrades 1945 till Kymmene län, vilket i den stora länsreformen 1997 fördes till Södra Finlands län.
Före freden i Nystad 1721 (efter stora nordiska kriget) och freden i Åbo 1743 hörde områdena som sedan blev Viborgs län till Viborgs och Nyslotts län och Kexholms län (före 1721) och Kymmenegårds och Nyslotts län (före 1743).
|  |  |  |  |  |

## Städer, köpingar och kommuner år 1939

### Städer
6 städer
| Svenskt namn  | Finskt namn  | Ryskt namn (efter andra världskriget) | Anmärkning                |
| Fredrikshamn  | Hamina       | -                                     | förblev del av Finland    |
| Kexholm       | Käkisalmi    | Priozersk                             | blev del av Sovjetunionen |
| Kotka         | Kotka        |                                       | förblev del av Finland    |
| Sordavala     | Sortavala    | Sortavala                             | blev del av Sovjetunionen |
| Viborg        | Viipuri      | Vyborg                                | blev del av Sovjetunionen |
| Villmanstrand | Lappeenranta | -                                     | förblev del av Finland    |

### Köpingar
4 köpingar 
| Svenskt namn    | Finskt namn          | Ryskt namn (efter andra världskriget) | Anmärkning                |
| Björkö (köping) | Koivisto(n kauppala) | Primorsk                              | blev del av Sovjetunionen |
| Kouvola         | Kouvola              | -                                     | förblev del av Finland    |
| Lahdenpohja     | Lahdenpohja          | Lachdenpochja                         | blev del av Sovjetunionen |
| Lauritsala      | Lauritsala           | -                                     | förblev del av Finland    |

### Landskommuner
66 kommuner
| Svenskt namn          | Finskt namn             | Ryskt namn (efter andra världskriget) | Anmärkning                                                  |
| Aspö                  | Haapasaari              | -                                     | förblev del av Finland                                      |
| Björkö landskommun    | Koiviston maalaiskunta  | Primorsk                              | blev del av Sovjetunionen                                   |
| Harlu                 | Harlu                   | Charlu                                | blev del av Sovjetunionen                                   |
| Heinjoki              | Heinjoki                | Vesjtsjovo                            | blev del av Sovjetunionen                                   |
| Hiitola               | Hiitola                 | Chijtola                              | blev del av Sovjetunionen                                   |
| Hogland               | Suursaari               | Gogland                               | blev del av Sovjetunionen                                   |
| Impilax               | Impilahti               | Impilachti                            | blev del av Sovjetunionen                                   |
| Jakimvaara            | Jaakkima                | Jaakkima                              | blev del av Sovjetunionen                                   |
| Joutseno              | Joutseno                | -                                     | förblev del av Finland                                      |
| Jäskis                | Jääski                  | Lesogorskij                           | delvis till Sovjetunionen                                   |
| Kanneljärvi           | Kanneljärvi             | Pobeda                                | blev del av Sovjetunionen                                   |
| Kaukola               | Kaukola                 | Sevastyanovo                          | blev del av Sovjetunionen                                   |
| Kexholms landskommun  | Käkisalmen maalaiskunta | Priozersk                             | blev del av Sovjetunionen                                   |
| Kirvus                | Kirvu                   | Svobodnoje                            | blev del av Sovjetunionen                                   |
| Kivinebb              | Kivennapa               | Pervomajskoje                         | blev del av Sovjetunionen                                   |
| Klemis                | Lemi                    | -                                     | förblev del av Finland                                      |
| Kronoborg             | Kurkijoki               | Kurkijoki                             | blev del av Sovjetunionen                                   |
| Korpiselkä            | Korpiselkä              | Korpiselkä                            | delvis till Sovjetunionen                                   |
| Kuolemajärvi          | Kuolemajärvi            | Pionerskoje                           | blev del av Sovjetunionen                                   |
| Kymmene               | Kymi                    | -                                     | förblev del av Finland                                      |
| Kyyrölä               | Kyyrölä                 | Krasnoselskoje                        | kommunen anslöts till Mohla 1934; blev del av Sovjetunionen |
| Lappvesi              | Lappee                  | -                                     | förblev del av Finland                                      |
| Lövskär               | Lavansaari              | Moschnyi                              | blev del av Sovjetunionen                                   |
| Lumivaara             | Lumivaara               | Lumivaara                             | blev del av Sovjetunionen                                   |
| Luumäki               | Luumäki                 | -                                     | förblev del av Finland                                      |
| Metsäpirtti           | Metsäpirtti             | Zaporozjskoje                         | blev del av Sovjetunionen                                   |
| Miehikkälä            | Miehikkälä              | -                                     | förblev del av Finland                                      |
| Mohla                 | Muolaa                  | Pravdino                              | blev del av Sovjetunionen                                   |
| Nuijamaa              | Nuijamaa                | -                                     | förblev del av Finland                                      |
| Nykyrka               | Uusikirkko              | Poljany                               | blev del av Sovjetunionen                                   |
| Parikkala             | Parikkala               | -                                     | förblev del av Finland                                      |
| Pyhäjärvi Vpl         | Pyhäjärvi Vpl           | Otradnoje                             | blev del av Sovjetunionen                                   |
| Pyttis                | Pyhtää                  | -                                     | förblev del av Finland                                      |
| Pälkjärvi             | Pälkjärvi               |                                       | delvis till Sovjetunionen                                   |
| Rautjärvi             | Rautjärvi               | -                                     | förblev del av Finland                                      |
| Rautus                | Rautu                   | Sosnovo                               | blev del av Sovjetunionen                                   |
| Ruokolax              | Ruokolahti              | -                                     | förblev del av Finland                                      |
| Ruskeala              | Ruskeala                | Ruskeala                              | blev del av Sovjetunionen                                   |
| Räisälä               | Räisälä                 | Melnikovo                             | blev del av Sovjetunionen                                   |
| Saari                 | Saari                   | -                                     | förblev del av Finland                                      |
| Sakkola               | Sakkola                 | Gromovo                               | blev del av Sovjetunionen                                   |
| Salmis                | Salmi                   | Salmi                                 | blev del av Sovjetunionen                                   |
| Savitaipale           | Savitaipale             | -                                     | förblev del av Finland                                      |
| Seitskär              | Seiskari                | Seskar                                | blev del av Sovjetunionen                                   |
| Simpele               | Simpele                 | -                                     | förblev del av Finland                                      |
| Sippola               | Sippola                 | -                                     | förblev del av Finland                                      |
| Soanlax               | Soanlahti               | Soanlachti                            | blev del av Sovjetunionen                                   |
| Sordavala landskommun | Sortavalan maalaiskunta | Sortavala                             | blev del av Sovjetunionen                                   |
| S:t Andree            | Antrea                  | Kamennogorsk                          | blev del av Sovjetunionen                                   |
| S:t Johannes          | Johannes                | Sovetskij                             | blev del av Sovjetunionen                                   |
| Suistamo              | Suistamo                | Suistamo                              | blev del av Sovjetunionen                                   |
| Suojärvi              | Suojärvi                | Suojarvi                              | blev del av Sovjetunionen                                   |
| Suomenniemi           | Suomenniemi             | -                                     | förblev del av Finland                                      |
| Säkkijärvi            | Säkkijärvi              | Kondratjevo                           | delvis till Sovjetunionen                                   |
| Taipalsaari           | Taipalsaari             | -                                     | förblev del av Finland                                      |
| Terijoki              | Terijoki                | Zelenogorsk                           | blev del av Sovjetunionen                                   |
| Tyterskär             | Tytärsaari              | Bolsjoj Tjuters                       | blev del av Sovjetunionen                                   |
| Uguniemi              | Uukuniemi               | -                                     | förblev del av Finland                                      |
| Vahviala              | Vahviala                | Jasjino                               | delvis till Sovjetunionen                                   |
| Valkeala              | Valkeala                | -                                     | förblev del av Finland                                      |
| Valkjärvi             | Valkjärvi               | Mitsjurinskoje                        | blev del av Sovjetunionen                                   |
| Veckelax              | Vehkalahti              | -                                     | förblev del av Finland                                      |
| Vederlax              | Virolahti               | -                                     | förblev del av Finland                                      |
| Viborgs landskommun   | Viipurin maalaiskunta   | Vyborg                                | blev del av Sovjetunionen                                   |
| Vuoksela              | Vuoksela                | Vuoksela                              | blev del av Sovjetunionen                                   |
| Vuoksenranta          | Vuoksenranta            | Ozjorskoje                            | blev del av Sovjetunionen                                   |
| Ylämaa                | Ylämaa                  | -                                     | förblev del av Finland                                      |
| Äyräpää               | Äyräpää                 | Barysjevo                             | blev del av Sovjetunionen                                   |

## Landshövdingar
- Carl Johan Stjernvall 1812-1815
- Carl Johan Walleen 1816-1820
- Otto Wilhelm Klinckowström 1820-1821 tf. och 1821-1825
- Carl August Ramsay 1825-1827 tf. och 1827-1834
- Carl Gustaf Mannerheim 1834-1839
- Fredric Stewen 1839-1844
- Casimir von Kothen 1844-1846 tf. och 1846-1853
- Alexander Adam Thesleff 1853-1856
- Bernhard Indrenius 1856-1866
- Christian Theodor Åker-Blom 1866-1882
- Woldemar von Daehn 1882-1885
- Sten Carl Tudeer 1885-1888 tf. and 1888-1889
- Johan Axel Gripenberg 1889-1899
- Nikolai von Rechenberg 1900-1902
- Nikolai Mjasojedov 1902-1905
- Konstantin Kazansky 1905 tf. and 1905
- Mikael von Medem 1905-1906 tf.
- Nikolai von Rechenberg 1906-1907
- Birger Gustaf Samuel von Troil 1907-1910
- Frans Carl Fredrik Josef von Pfaler 1910-1917
- Antti Hackzell 1918-1920
- Lauri Kristian Relander 1920-1925
- Arvo Manner 1925-1945